# Тужурка

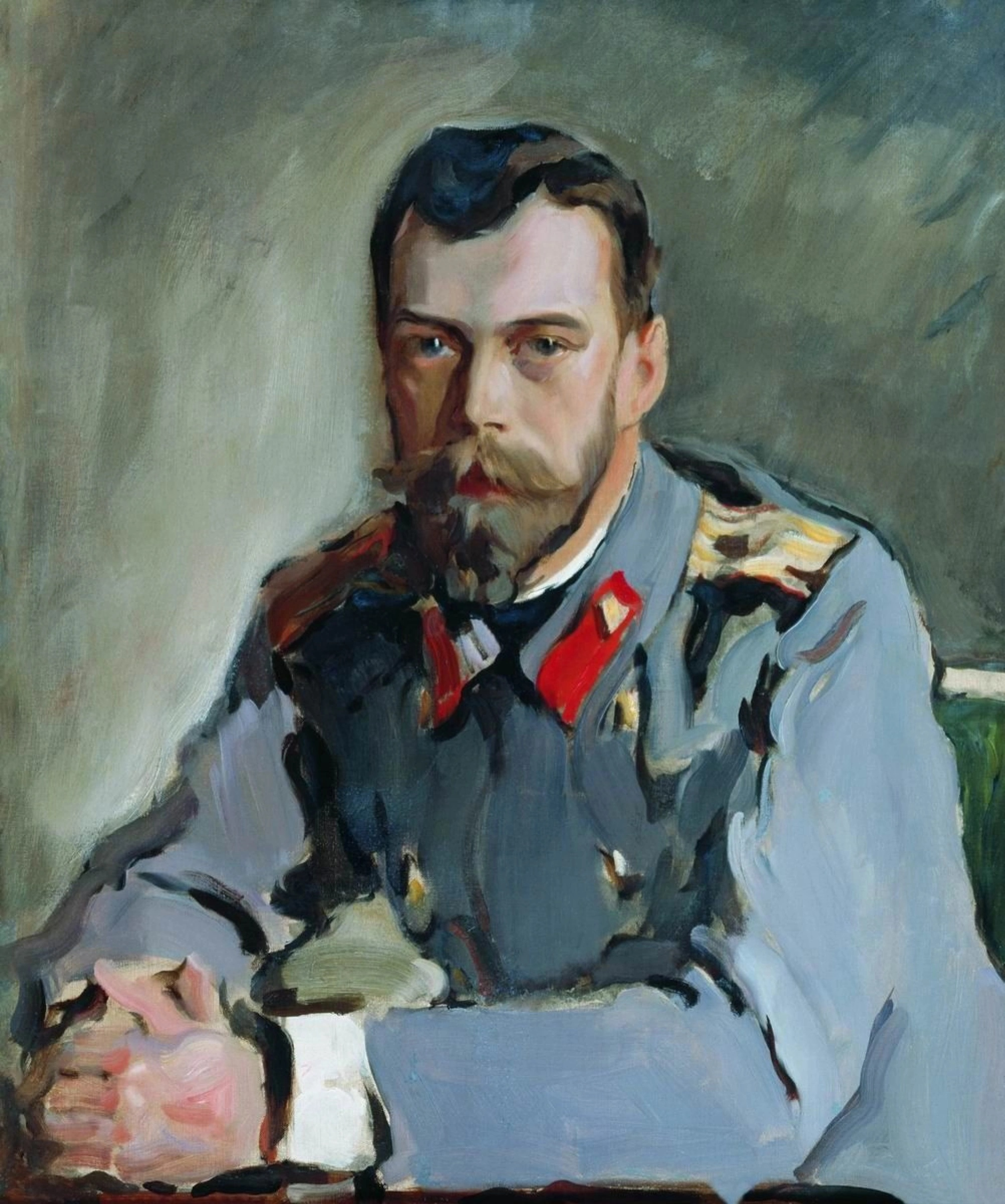
Валентин Сєров. «Микола II — Государ в тужурці»

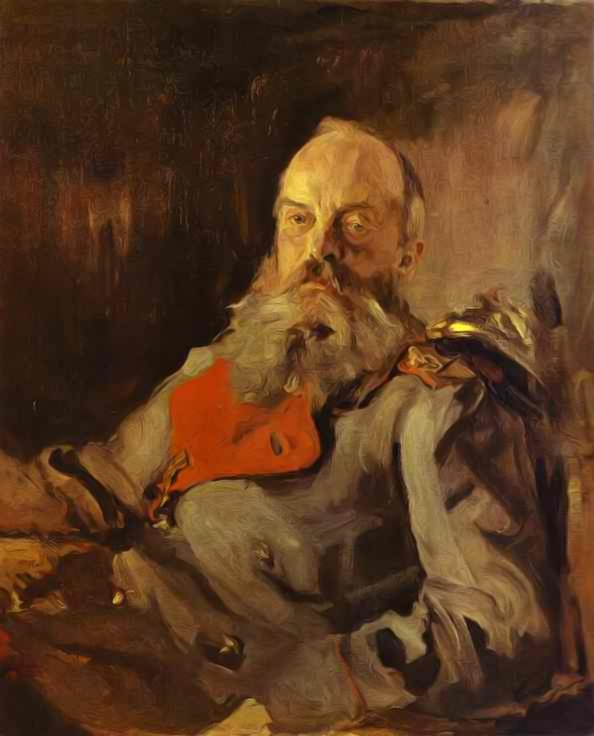
Валентин Сєров. «Великий князь Михаїл Миколайович в тужурці»

Тужу́рка (від фр. toujours — «постійно», досл. «усі дні») — куртка для повсякденного носіння або формена куртка. Зазвичай двобортна. Повсякденна коротка верхня одежа із застібками, комірцем і довгими рукавами. Тужуркою також називається двобортний військово-морський відкритий мундир.

## Етимологія
Термін виник від французького слова тужур (toujour), а додавання звичайного в таких словах суфікса «ка» (наприклад, кеп-ка, жилет-ка, шап-ка) створило в українській мові нову назву тужурка, тобто повсякденний одяг. Ця назва існувала вже в першій половині XIX століття в побутовій мові для визначення цивільної чоловічої куртки, що відтак одержала загальний термін — піджак. Не існує особливої різниці між двобортним цивільним піджаком і двобортною тужуркою.

## Історія
У дореволюційному флоті Російської імперії вперше такий двобортний формений одяг, що офіційно називався «вкороченим пальтом», було введено замість сюртука в 1884 році офіцерському складу для зручнішого виконання службових обов'язків на кораблі.
У 1886 тужурку сіро-блакитного кольору було введено як позаслужбову форму одягу і в армії Російської імперії. Генеральські армійські тужурки носили з лацканами червоного кольору. Тужурка мала гладку спинку, відкидний комір і дванадцять ґудзиків — по шість на борті.
У Червоному флоті вперше чорні тужурки видали складу флоту в 1920 році, а у вересні 1921 року їх затвердила Реввійськрада республіки, як парадну форму одягу аж до введення мундирів у 1943 році.